# Nippon Tornadoes
I Nippon Tornadoes sono una società di pallacanestro giapponese con sede a Matsuyama, capoluogo della Prefettura di Ehime. Oltre a prendere parte al campionato giapponese, disputano anche la International Basketball League.